# Kelly LeBrock
Kelly LeBrock (New York, 24 maart 1960) is een Amerikaans actrice. Ze speelde onder meer in Weird Science en Hard to Kill. Ze begon als model op 16-jarige leeftijd.
Ze was tussen 1987 en 1996 getrouwd met de filmacteur Steven Seagal. Ze hebben drie kinderen.

## Filmografie
- Biblioteca Nacional de España: XX1498021
- Bibliothèque nationale de France: cb140433394 (data)
- Gemeinsame Normdatei: 1061877892
- International Standard Name Identifier: 0000 0001 1766 0791
- Library of Congress Control Number: no97047832
- Nationale Bibliotheek van Tsjechië: xx0164659
- Nationale Bibliotheek van Polen: a0000001636264
- Virtual International Authority File: 61151165
- WorldCat: E39PBJfh3cKpPPYvJpFxThfKBP